# Нотопогоны
Нотопогоны, или  морские бекасы-нотопогоны (лат.  Notopogon), — род лучепёрых рыб из семейства макрорамфозовых (Macroramphosidae). Морские придонные рыбы. Распространены в субтропических и умеренных морях Южного полушария. Максимальная длина тела представителей разных видов варьирует от 17 до 33,8 см.

## Описание
Тело высокое, сжато с боков, с костными пластинками вдоль спины. Чешуя мелкая, ланцетовидная, несколько приподнята, что делает тело бархатистым на ощупь. Рыло длинное, трубкообразное, с маленьким конечным ртом. Два спинных плавника. Вторая колючка в первом спинном плавнике сильная и длинная. Общая окраска серебристая или красноватая.
Обитают на континентальном шельфе и материковом склоне на глубине до 700 м.

## Классификация
В состав рода включают 5 видов:
| Изображение | Название                                                      | Ареал |
| ----------- | ------------------------------------------------------------- | --- |
|             | Notopogon armatus (Sauvage, 1879)                             | Западная часть Индийского океана: острова Амстердам и Сен-Поль |
|             | Notopogon fernandezianus (Delfín, 1899) — Чилийский нотопогон | Юго-западная часть Атлантического океана: юг Бразилии, Уругвай, север Аргентины. Юго-восточная часть Тихого океана: Перу; острова Хуан-Фернандес и Сала-и-Гомес                                   |
|             | Notopogon lilliei Regan, 1914 — Австралийский морской бекас   | Юго-западная часть Тихого океана: Австралия, Тасмания и Новая Зеландия. Западная часть Индийского океана: Южная Африка. Юго-восточная часть Атлантического океана: острова Тристан-да-Кунья и Гоф |
|             | Notopogon macrosolen Barnard, 1925                            | Юго-восточная часть Атлантического океана: от Намибии до Южной Африки. |
|             | Notopogon xenosoma Regan, 1914                                | Индо-Тихоокеанская область: Мозамбик, Южная Африка, Австралия, Новая Каледония, Тасмания и Новая Зеландия.                                                                                        |